# Punti di Brocard
In geometria, i punti di Brocard sono speciali punti di un triangolo.
Prendono il nome da Henri Brocard.

## Definizioni
Il primo punto di Brocard di un triangolo con vertici A, B, C e lati opposti a, b, c è definito come l'unico punto P tale che i segmenti AP, BP e CP formano lo stesso angolo con i lati c, a, b, cioè
{\displaystyle {\widehat {PAB}}={\widehat {PBC}}={\widehat {PCA}}}
Inoltre, detto ω tale angolo e α, β, γ gli angoli corrispondenti ai vertici A, B, C, vale la seguente uguaglianza:
{\displaystyle \cot \omega =\cot \alpha +\cot \beta +\cot \gamma }
Il secondo punto di Brocard del triangolo è definito come l'unico punto tale che i segmenti AQ, BQ, CQ formano lo stesso angolo con i lati b, c, a, cioè
{\displaystyle {\widehat {QCB}}={\widehat {QBA}}={\widehat {QAC}}}
e tale angolo risulta essere lo stesso dell'angolo ω relativo al primo punto di Brocard P.
La differenza tra i due punti ricade evidentemente nell'ordine con cui sono presi gli angoli del triangolo: il primo punto di Brocard di ABC coincide con il secondo punto di Brocard di ACB.
I due punti di Brocard di uno triangolo sono coniugati isogonali.
Il terzo punto di Brocard, dato dalle trilineari a-3 : b-3 : c-3 o anche da csc(A − ω) : csc(B − ω) : csc(C − ω), è il punto medio dei punti di Brocard del triangolo anticomplementare ed è il coniugato isotomico del punto simedianico del triangolo.

## Costruzione

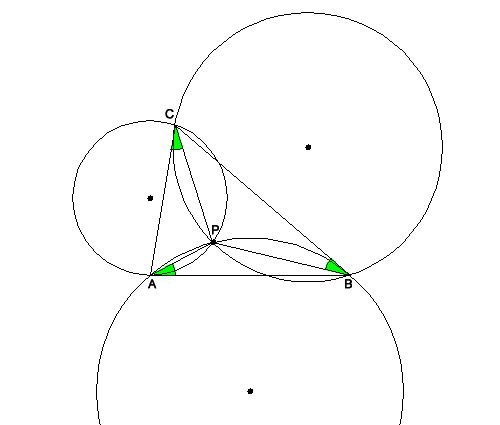
Costruzione del primo punto di Brocard di un triangolo

Si può costruire il primo punto di Brocard in una maniera molto elegante, rappresentata nella figura a fianco: si intersechi l'asse di AB con la perpendicolare a BC passante per B. Si tracci un cerchio avente centro in questo punto che passi per B; tale cerchio passerà anche per A. Si ripeta la costruzione similmente con gli altri lati: i tre cerchi avranno un punto d'intersezione, che corrisponderà con il primo punto di Brocard di ABC.

## Proprietà
Le coordinate trilineari dei punti di Brocard sono rispettivamente c/b : a/c : b/a e b/c : c/a : a/b. Essi sono un esempio di coppia bicentrica di punti, ma non di centri triangolari. Il loro punto medio ha coordinate sin(A + ω) : sin(B + ω) : sin(C + ω) ed al contrario è un centro triangolare.